# جورج مايرز
جورج مايرز (بالإنجليزية: George Myers)‏ هو لاعب كرة قاعدة أمريكي، ولد في 13 نوفمبر 1860 في بوفالو في الولايات المتحدة، وتوفي بنفس المكان في 14 ديسمبر 1926.

## وصلات خارجية
- جورج مايرز على موقعبيزبول رفرنس.كوم (الدوري الرئيسي) (الإنجليزية)
- جورج مايرز على موقعبيزبول رفرنس.كوم (الدوري الثانوي) (الإنجليزية)